# فيلموس بنشيك
فيلموس بنشيك (11 يوليو 1945 - 27 فبراير 2021) كان لغويًا ومترجمًا وكاتبًا من المجر متخصصًا في لغة الإسبرانتو.
من عام 1965 إلى عام 1967 ومرة أخرى من عام 1978 إلى عام 1992 كان عضوًا في مجلس إدارة جمعية الإسبرانتو المجرية. من عام 1977 إلى عام 1980 كان رئيس تحرير مجلة فيفو الهنغارية. في عام 1979 أصبح عضوًا في لجنة جمعية الإسبرانتو العالمية، وشغل منصب رئيس مسابقة الفنون الجميلة من 1986 إلى 2002. في 1983، نشر نسخة منقحة من المختارات المجرية، النسخة الأصلية منها ظهر قبل خمسين عامًا. في عام 2016 أصبح عضوًا فخريًا في جمعية الإسبرانتو العالمية. في عام 2001 تم انتخابه لأول مرة في أكاديمية الإسبرانتو، وأعيد انتخابه في عامي 2010 و2019.
توفي فيلموس بنشيك في بودابست في 27 فبراير 2021 عن عمر يناهز 75 عامًا.